# العودة إلى الفدرالية والتجديد في سويسرا
امتدت فترات العودة إلى الفدرالية والتجديد في التاريخ السويسري من عام 1814 إلى عام 1847. يشير مصطلح ‹‹العودة›› إلى الفترة الممتدة من عام 1814 إلى عام 1830 واستعادة النظام القديم (الفدرالي)، والتراجع عن التغييرات التي فرضها نابليون بونابرت على جمهورية هيلفتيك المركزية منذ عام 1798 والتحوّل الجزئي عن النظام القديم من خلال قانون الوصاية عام 1803. يشير مصطلح ‹‹التجديد›› إلى الفترة الممتدة من عام 1830 إلى عام 1848، عندما تصدّت في أعقاب ثورة يوليو الحركة الليبرالية للنظام القديم ‹‹المُستعاد››. في الكانتونات البروتستانتية، أنفذ سكان الريف دساتيرًا كانتونية ليبرالية بشكل جزئي من خلال مسيرات مسلّحة جابت المدن. نتج عن ذلك ردّ فعلٍ مقاوم في الكانتونات الكاثوليكية في ثلاثينيات القرن التاسع عشر، ما أوصل النزاع إلى حد الحرب الأهلية بحلول عام 1847.

## العودة إلى الفدرالية
عندما بدا سقوط نابليون وشيكًا، عُلِّق العمل بقانون الوصاية في أواخر ديسمبر 1813، وبدأت مناقشات مطوّلة حول الدساتير المستقبلية في جميع كانتونات سويسرا.
اجتمع التاكزاتسون (تجمّع المندوبين من جميع الكانتونات التسعة عشرة) الذي عقد في الفترة ما بين 6 أبريل 1814 و31 أغسطس 1815 ما يسمى بـ ‹‹المجلس الطويل››، في زيورخ ليحلّ محلّ الدستور. ظل المجلس مغلقًا حتى 12 سبتمبر عندما حصلت فاليه ونيوشاتيل وجنيف على العضوية الكاملة في الاتحاد (الكونفدرالية). وهذا ما زاد عدد الكانتونات إلى 22. ومع ذلك، أحرز المجلس القليل من التقدم حتى مؤتمر فيينا.
في مؤتمر فيينا (18 سبتمبر 1814 إلى 9 يونيو 1815)، مثّل سويسرا وفد من ثلاثة سياسيين محافظين، هم هانز فون راينهارد، ويوهان هاينريش فيلاند، ويوهان فون مونتيناخ، إلى جانب عدد من أعضاء جماعات الضغط غير الرسمية الذين حاولوا التأثير على إعادة تنظيم البلاد، ومنهم فريديش سيزار ديلا هارب الذي -وبدعم من تلميذه السابق إمبراطور روسيا ألكسندر الأول- شنّ حملة من أجل استقلال كانتون فود عن برن. على الرغم من ذلك، من ناحية أخرى، عارض ديلا هارب إنشاء ولاية فدرالية مقابل جمهورية سويسرية موحّدة. بالإضافة إلى ذلك، ضغط ديلا هارب وصديقه هنري مونود على الإمبراطور ألكسندر الذي أقنع بدوره قوى الحلفاء الأخرى التي عارضت نابليون بالاعتراف باستقلال فود وأرجوفيان، على الرغم من محاولات برن لاستعادتها كأراضٍ خاضعة.
كان للوفد الرسمي مهمّة ضمان الاعتراف بالحياد السويسري، لكن جهوده تعرقلت بسبب شبكة معقدة من المنافسات الكانتونية والأجندة المتباينة، ما أدى إلى تثبيط اهتمام القوى الأوروبية الكبرى في الشؤون السويسرية. في 20 مارس، وضع الكونغرس اللمسات الأخيرة على إعلانٍ بشأن الوضع المستقبلي لسويسرا، بما في ذلك الاعتراف بإقليم الكانتونات التسعة عشرة في قانون الوصاية (بما في ذلك التعويض المالي للكانتونات التي فقدت من أراضيها لصالح الكانتونات المنشأة حديثًا) والاعتراف بفاليه ونوشاتيل وجنيف كجزء من سويسرا. في حين سُلِخت فالتيلينا وتشيفينا وبورميو من كانتون غراوبوندن وأصبحت جزءًا من مملكة لومبارديا فينيشيا.
بقي الاعتراف بالحياد السويسري غير محسوم، وفي 20 مايو، بعد عودة نابليون من إلبا، رضخ التاكزاتسون السويسري لضغوط الحلفاء وأعلن الحرب على فرنسا، ليسمح بعبور القوات المتحالفة عبر الأراضي السويسرية (انظر الحملات الثانوية لعام 1815). تقدمت القوات السويسرية بقيادة الجنرال نيكلاوس فرانز فون باخمان إلى فرانش كونته دون صدور أوامر من المجلس بذلك، ولكنها تلقّت أمرًا بالانسحاب. فرضت القوات النمساوية والسويسرية الحصار على الحصن الفرنسي في أونينغ بالقرب من بازل واستسلم لها الحصن في 28 أغسطس. كان السويسريون يحرصون حرصًا خاصًا على فرض حصار على هذه القلعة بعد أن أطلق قائدها الجنرال جوزيف باربانيغري النار على مدينة بازل.
تضمّنت معاهدة باريس في 20 نوفمبر تقديم تعويضٍ مالي لسويسرا إلى جانب الحصول على مكسب إقليمي صغير، يربط كانتون جنيف (التي كانت سابقًا حبسية) بكانتون فود. والأهم من ذلك، تضمنت المعاهدة اعتراف جميع القوى الأوروبية بالحياد السويسري الدائم.
عُمِل بالدساتير الكانتونية على نحوٍ مستقل عن عام 1814، وكان ذلك على العموم يهدف لاستعادة الظروف الإقطاعية الأخيرة في القرن السابع عشر والثامن عشر. أعادت المعاهدة الفدرالية «عقد الاتحاد» المؤرّخة في 7 أغسطس 1815، تنظيم التاكزاتسون.
أعاد التاكزاتسون استخدام العلم القديم الذي يتكوّن من صليبٍ أبيض على خلفية حمراء، مستخدمًا إياه ختمًا وغطاءً لأسلحة الاتحاد.

## نهاية العودة إلى الفدرالية
في أعقاب ثورة يوليو الفرنسية في عام 1830، عُقِد عدد من المجالس الكبيرة التي تدعو إلى دساتير كانتونية جديدة. نظرًا إلى أن كل كانتون كان له دستوره الخاص، فقد تناولت المجالس في كل كانتون تفصيلاتٍ مختلفة، لكن كان لكلٍ منها قضيتان رئيسيتان. أولًا، الدعوة إلى التعديل السلمي للدساتير من خلال تعديل الطريقة التي خُصِصت من خلالها المقاعد في المجالس التشريعية المحلية والتاكزاتسون. وعلى وجه الخصوص، الاعتراض على ما يُعتبر التمثيل المبالغ به للعاصمة الكانتونية في الحكومة. ثانيًا، السعي إلى إيجاد طريقة لتعديل الدستور. كانت لدى قلّة قليلة من الكانتونات طريقة لتعديل أو تغيير الدساتير، ولم يسمح أيٌّ منها بإضافة مبادرات للمواطنين.
انعقد المجلس الأول بالقرب من فاينفيلدين في كانتون تورغاو في أكتوبر ونوفمبر من عام 1830. تلته في نوفمبر اجتماعات في فولينشفيل، أرجاو ثم سورسي، لوسيرن وأخيرًا أوسترتاغ بالقرب من أوستر في زيوريخ. في ديسمبر، كانت هناك ثلاثة مجالس في كانتون سانت غالن في فاتفيل والتشتاتن وسانت غالينكابل وكذلك في بالستال في سولوتورن. عُقد المجلس الأخير في مونزينغن في برن في يناير 1831.
وقد وُزِعت على نطاق واسع الخطابات والمقالات التي نشرت تقاريرها عن المجالس وأصبحت تحظى بشعبيةٍ كبيرة. كانت الحشود تتصرّف على نحوِ لائق ومنظّم على العموم. على سبيل المثال، في فولينشفيل أفيد بأن الحشود التقت ‹‹في موقف هادئ غير متوقع، بالإضافة إلى انتظامها والتزامها بالهدوء››. حتى في أرجاو وسانت غالن، حيث سار الحشد في شوارع آراو (فرايمترستورم) وسانت غالن، كانت مسيرة الاحتجاج سلمية. بعد التجمعات والمسيرات، سرعان ما خضعت حكومات الكانتونات لمطالب المجالس وعدّلت دساتيرها.